# Philippe Malaud
Philippe Malaud, né le 2 octobre 1925 à Paris et mort le 14 octobre 2007 à Gleizé, est un diplomate et homme politique français.

## Biographie

### Jeunesse et formation
Il naît le 2 octobre 1925 à Paris, fils de Jacques Malaud, agent de change, et d’Odette Desruol du Tronçay.
Il est scolarisé à l’école Ozanam à Mâcon, puis au lycée Lamartine. Il retourne ensuite à Paris, au lycée Janson-de-Sailly, puis aux Facultés de droit et des lettres de Paris.

### Carrière diplomatique
Il commence sa carrière dans la diplomatie comme attaché, puis secrétaire d’ambassade à Varsovie de 1949 à 1952 et au Caire de 1952 à 1953.
En juin 1958, il devient le collaborateur de Maurice Couve de Murville au ministère des Affaires étrangères, puis son chef de cabinet de 1961 à 1967.
En octobre 1965, lorsque disparaît le leader marocain Mehdi Ben Barka, Philippe Malaud est envoyé en mission officieuse à Rabat.
Il est ensuite directeur de cabinet d’André Bettencourt, secrétaire d’État aux Affaires étrangères de 1967 à 1968.

### Carrière politique
Il est élu député Républicain indépendant de Saône-et-Loire en 1968. Il abandonne ce mandat pour devenir secrétaire d’État à la Fonction publique dans le cabinet Couve de Murville, puis en 1969, dans celui de Jacques Chaban-Delmas où il est également chargé des réformes administratives. À partir du remaniement du 7 janvier 1971, il n’est plus chargé que de la Fonction publique.
Dans le gouvernement de Pierre Messmer (1972-1974), il est secrétaire d'État à la Fonction publique et des services de l'Information, puis brièvement ministre de l'Information d'avril à octobre 1973, date à laquelle Pierre Messmer lui fait quitter le ministère de l'information et le nomme ministre de la Fonction publique, poste qu'il conservera jusqu'en février 1974, en raison du conflit qui l'a opposé à Arthur Conte, président-directeur général de l'office de radiodiffusion télévision française qui avait présenté sa démission, laquelle fut acceptée, au président Pompidou, en raison des critiques du ministre. 
Il est maire de Dompierre-les-Ormes de 1965 à 1983. Une de ses grandes réalisations durant son mandat sera la création de la zone industrielle Genève-Océan à Dompierre, en bordure de la RCEA. Il sera élu conseiller général en 1967, puis président du conseil général de Saône-et-Loire de 1970 à 1979 et à nouveau député NI de 1973 à 1981.
En 1976, il publie La Révolution libérale, ouvrage dans lequel il affirme : « Ce n'est pas d'une alternative socialiste, qui n'est qu'une aggravation de la situation présente, dont la France a besoin, mais d'une alternative libérale. »
Le 30 septembre 1977, il est pris en otage à bord du vol Air Inter 429 Paris-Lyon sur l'aéroport d'Orly-Ouest et libéré par le GIGN sept heures plus tard.
La liste Union de défense interprofessionnelle pour une France indépendante dans une Europe solidaire (UDIP - FIDES) qu'il conduit avec Pierre Poujade et Jacques Médecin pour les élections européennes de 1979 recueille 1,40 % des suffrages.
En 1979, il adhère au Cercle renaissance. Dans les années 1980, il écrit dans la revue du Club de l'horloge, Contrepoint. En 1981, il cofonde Radio Solidarité avec Bernadette d'Angevilliers et Yannick Urrien.
Il préside de 1980 à 1987 le Centre national des indépendants et paysans (CNIP). Philippe Malaud est alors l'un des premiers en France à revendiquer haut et fort une appartenance à la « droite » : « Les complexes, ça suffit : je représente ici un parti de droite, national et libéral. »
Aux élections européennes de 1984, il figure en 8e position sur la liste Union de l'opposition UDF et RPR conduite par Simone Veil et est ainsi élu député européen. Il demeurera en fonction jusqu'en 1989.
Face au succès de la liste Front national en 1984, il milite pour un rapprochement avec cette nouvelle force politique.
En 1988, Philippe Malaud s'éloigne du CNIP après des divergences stratégiques avec le comité directeur et le secrétaire général Yvon Briant, notamment sur la question du rapprochement avec le Front national, et il crée la Fédération nationale des Indépendants (FNI),
Pendant une période, il se rapprocha du Front national. Il fut ainsi candidat aux élections législatives de 1988, dans son ancienne circonscription de Mâcon, avec le soutien du FN. Par la suite, il s'éloignera de cette formation. [réf. nécessaire]
Il est président européen de la Fédération mondiale des villes jumelées (1973-1977). En novembre 1974, le bureau permanent en fait le président en exercice de la structure mondiale pour l'année 1975.
La place de la mairie de Dompierre-les-Ormes porte son nom.

## Famille
Philippe Malaud est le gendre de Hélène d'Argœuves.

## Ouvrage
- La Révolution libérale, 1976.

## Carrière diplomatique et administrative
Diplômes
- Licencié en droit
- Certifié d'études supérieures de lettres
- Diplômé de l'École libre des sciences politiques
- 1956 : École nationale d'administration (ENA), promotion Guy Desbos, Major de promotion

Postes successifs
- 1947 - 1949 : Administration centrale des Affaires étrangères
- 1949 - 1952 : Attaché d'ambassade en Pologne
- 1952 - 1954 : Deuxième secrétaire en Égypte
- 1957 - 1958 : Administration centrale (personnel)

## Carrière politique

### Fonctions ministérielles
- 1958 - 1961 : Chef adjoint de cabinet de Maurice Couve de Murville (ministre des Affaires étrangères)
- 1961 - 1967 : Chef de cabinet de Maurice Couve de Murville (ministre des Affaires étrangères)
- 1967 - 1968 : Directeur de cabinet d'André Bettencourt (secrétaire d'État aux Affaires étrangères)
- 1968 - 1969 : Secrétaire d'État chargé de la Fonction publique
- 1969 - 1971 : Secrétaire d'État chargé de la Fonction publique et des Réformes administratives
- 1971 - 1972 : Secrétaire d'État auprès du Premier ministre chargé de la Fonction publique
- 1972 - 1973 : Secrétaire d'État auprès du Premier ministre chargé de la Fonction publique et des services de l'Information, puis Ministre de l'Information
- 1973 - 1974 : Ministre de la Fonction publique
- 1975 - 2007 : Ministre plénipotentiaire honoraire

### Mandats électoraux
- 1984 - 1989 : Député européen
- 1973 - 1981 : Député de la première circonscription de Saône-et-Loire (Mâcon)
- 1967 - 1991 : Conseiller général du canton de Matour (Saône-et-Loire)
- 1970 - 1979 : Président du Conseil général de Saône-et-Loire
- 1965 - 1983 : Maire de Dompierre-les-Ormes (Saône et Loire)

## Distinctions
- Officier de la Légion d'honneur
- Chevalier de l'Ordre national du Mérite
- Chevalier des Palmes académiques
- Chevalier du Mérite agricole
- Chevalier des Arts et des Lettres
- Commander of the American Legion